# BH Telecom
La BH Telecom è una società di telecomunicazioni bosniaca, con sede a Sarajevo, in Bosnia ed Erzegovina.
È membro dell'Istituto europeo per le norme di telecomunicazione (ETSI).

## Storia
Fondata durante il crollo della Jugoslavia nel 1992, è stata la prima azienda in Bosnia ed Erzegovina a fornire GSM, 3G, IPTV e molti altri servizi. Era una società di proprietà del governo il cui unico proprietario era la Federazione della Bosnia ed Erzegovina, ma dal 2004 è quotata come società pubblica con la maggior parte delle azioni ancora di proprietà del governo. Sebbene i proprietari di azioni abbiano sia la governance che i diritti di proprietà, l'effetto di tale distribuzione controllata del capitale è che la società è effettivamente ancora diretta e gestita dal governo, ma i fondi e i piccoli azionisti possono guadagnare denaro su dividendi e azioni.

## Profilo aziendale
La direzione generale dell'azienda si trova a Sarajevo. Le sette direzioni regionali BH Telecom si trovano sul territorio dell'intera Bosnia ed Erzegovina, con i loro uffici principali a Sarajevo, Tuzla, Zenica, Mostar, Bihać, Travnik, Brčko e Goražde. L'azienda comprende anche la decima unità organizzativa più grande della Bosnia-Erzegovina - Telecom Inženjering, con sede principale a Sarajevo.
L'azienda è stata significativamente caratterizzata da: utile annuo oltre 40 milioni di euro un'infrastruttura tecnologica sviluppata in tutte le reti e proprie potenzialità umane e professionali. Gli utenti dei servizi di rete fissa o mobile di BH Telecom Sarajevo hanno potuto disporre di una telefonia di alta qualità nel traffico locale, a pagamento e internazionale.
A partire da gennaio 2021, BH Telecom ha 1,8 milioni di abbonati.
Alla fine del 2003, BH Telecom Sarajevo aveva 454 switch installati (98 HOST e 356 unità remote, con un totale di 648.527 connessioni installate), con l'86,3% di digitalizzazione. Il sistema di trasmissione dell'azienda ha avuto una digitalizzazione al 100%.
Il nodo IN è stato messo in funzione nel 2003, consentendo la fornitura di nuovi servizi agli utenti.
Estendendo il suo sistema globale di comunicazioni mobili (GSM) e aumentando il numero di stazioni base nel 2003, BH Telecom Sarajevo ha fornito ai suoi utenti una migliore copertura del territorio della Bosnia-Erzegovina con il segnale GSM e una qualità dei servizi ancora migliore rispetto a prima. (Totalmente 346 BS installati).
BH Telecom Sarajevo ha consentito ai suoi utenti BIHNET di avere accesso a Internet tramite rete telefonica pubblica commutata, linee affittate e accesso ADSL . Nel 2003 l'azienda iniziò con un'importante introduzione della tecnologia a banda larga, quindi, di conseguenza, il servizio ADSL era a disposizione degli utenti dell'FBIH.
Nel maggio 2013, BH Telecom ha iniziato a testare e implementare la tecnologia 4G. Nell'aprile 2019 BH Telecom ha rilasciato in commercio LTE-A (telecomunicazione) 4G + nella maggior parte delle principali città della Bosnia-Erzegovina.